# روپرت فرند
روپرت ویلیام آنتونی فرند (انگلیسی: Rupert William Anthony Friend؛ زادهٔ اکتبر ۱۹۸۱) بازیگر انگلیسی است. او ابتدا برای بازی در افسارگسیخته (۲۰۰۴) شناخته شد و سپس در فیلم‌های تاریخی غرور و تعصب (۲۰۰۵)، پسری در پیژامه راه‌راه (۲۰۰۸) و ویکتوریای جوان (۲۰۰۹) به ایفای نقش پرداخت. فرند در مجموعهٔ مهیج هوملند (۲۰۱۲–۲۰۱۷) ایفای نقش کرد و نقش واسیلی استالین را در مرگ استالین (۲۰۱۷) و تئودوروس ون گوگ را در بر دروازه ابدیت (۲۰۱۸) به تصویر کشید.

## زندگی شخصی
روپرت ویلیام آنتونی فرند در اکتبر ۱۹۸۱ در کمبریج به دنیا آمد. مادرش کارولین، و پدرش دیوید آکستون فرند مورخ هنر است. او بزرگ‌ترین شخص از دو فرزند خانواده است. هنگامی که او دو ساله بود، خانواده‌اش به دهکده‌ای کوچک در آکسفوردشر نقل مکان کردند. او از دوران جوانی خواننده‌ای مشتاق بود و کتاب‌های رولد دال را دوست داشت.
روپرت در هنگام فیلمبرداری فیلم غرور و تعصب با بازیگر انگلیسی کیرا نایتلی آشنا شد و از ۲۰۰۵ تا ۲۰۱۰ با او در ارتباط بود. سپس در سال ۲۰۱۳ با ایمی مالینز ورزشکار و بازیگر آمریکایی آشنا شد و در ۱ مه ۲۰۱۶ با او ازدواج کرد.

## فیلم‌شناسی

### فیلم
| سال  | عنوان                          | نقش                   | توضیح |
| ---- | ------------------------------ | --------------------- | --- |
| ۲۰۰۴ | افسارگسیخته                    | داونز                 | نامزد جایزه جشنواره فیلم Ischia برای بهترین بازیگر مبتدی بین‌المللی جایزه فیلم مستقل انگلیس برای نوآوران جدید                                                    |
| ۲۰۰۵ | غرور و تعصب                    | آقای ویکهام           | |
| ۲۰۰۵ | خانم پالفری در کلارمونت        | لودویک مه یر          | جایزه جشنواره ستلایت برای استعداد جدید |
| ۲۰۰۷ | ماه و ستاره‌ها                  | رنزو داوریو / اسپولتا | |
| ۲۰۰۷ | قانون‌شکن                       | سندی ماردل            | |
| ۲۰۰۷ | آخرین لژیون                    | دیمیتریوس             | |
| ۲۰۰۷ | سرزمین باکره‌ها                 | آلخاندرو فلیسه        | |
| ۲۰۰۸ | جولین                          | کوکو لگر              | |
| ۲۰۰۸ | پسری در پیژامه راه‌راه          | سرهنگ کورت کوتلر      | |
| ۲۰۰۹ | ویکتوریای جوان                 | پرنس آلبرت            | |
| ۲۰۰۹ | چری                            | چری                   | |
| ۲۰۰۹ | ادامه‌دار و تاسف آور            | بوربون                | فیلم کوتاه، برنده جایزه بهترین فیلم کوتاه در جشنواره بین‌المللی فیلم وحشت رودآیلند                                                                               |
| ۲۰۱۰ | بچه                            | کوین لوئیس            | |
| ۲۰۱۰ | لالایی برای پی                 | سم                    | |
| ۲۰۱۱ | استیو                          |                       | نویسنده/کارگردان برنده - جشنواره بین‌المللی فیلم رودآیلند جایزه عکس کریستال ۲۰۱۱ نامزد - جشنواره بین‌المللی سنتا باربارا جایزه بهترین فیلم کوتاه اکشن بروس کوروین |
| ۲۰۱۱ | ۵ روز جنگ                      | توماس آندرز           | |
| ۲۰۱۲ | نوشتن عشق در آغوشش             | دیوید مک کنا          | |
| ۲۰۱۳ | قضیه صفر                       | کرد خیابان کامرشیال   | |
| ۲۰۱۴ | ستاره‌دار                       | الیور                 | نامزد – جایزه فیلم ایندیپندنت اسپیریت بریتانیا |
| ۲۰۱۴ | در مونتنگرو به دیدنم بیا       | استفن                 | |
| ۲۰۱۵ | استریکا                        | سلن                   | فیلم کوتاه |
| ۲۰۱۵ | هیتمن: مأمور ۴۷                | مأمور ۴۷              | |
| ۲۰۱۷ | مرگ استالین                    | واسیلی استالین        | نامزد بفتا - فیلم برجسته سال غیر انگلیسی |
| ۲۰۱۸ | بر دروازه ابدیت                | تئودوروس ون گوگ       | نامزد جایزه بهترین فیلم جشنواره فیلم ونیز |
| ۲۰۱۸ | یک لطف ساده                    | دنیس نیلن             | |
| ۲۰۲۰ | جدایی                          | جف                    | |
| ۲۰۲۰ | گزارش فرانسوی                  |                       | |
| ۲۰۲۱ | بی‌نهایت                        |                       | |
| ۲۰۲۲ | آخرین نگاه‌ها                   | ویلسون سیکورسکی       | |
| ۲۰۲۳ | استروید سیتی                   | Montana/Asquith Eden  | |
| ۲۰۲۳ | The Swan                       | گوینده                | فیلم کوتاه |
| ۲۰۲۳ | The Rat Catcher                | کلاد                  | فیلم کوتاه |
| ۲۰۲۴ | انجمن سیاه‌پوستان جادویی آمریکا | میک                   | |
| ۲۰۲۴ | قناری سیاه                     | دیوید بروکس           | |
| ۲۰۲۵ | همنشین                         | سرجی                  | |
| ۲۰۲۵ | رؤیاها                         | جیک مک‌کارتری          | |
| ۲۰۲۵ | After This Death               | تد                    | |
| ۲۰۲۵ | طرح فنیقی                      |                       | |
| ۲۰۲۵ | تولد دوباره دنیای ژوراسیک      | مارتین کربس           | |

### تلویزیون
| سال       | عنوان             | نقش            | توضیح |
| --------- | ----------------- | -------------- | --- |
| ۲۰۱۲–۲۰۱۷ | هوملند            | پیتر کوئین     | ۵۵ قسمت نامزد – PAAFTJ Television Awards for Best Guest Actor In A Drama Series (2013) نامزد – Primetime Emmy Award for Outstanding Guest Actor in a Drama Series (2013) نامزد – جایزه انجمن بازیگران فیلم برای بهترین اجرای گروه بازیگران در مجموعه درام (2013, 2014, 2015, 2016) |
| ۲۰۱۸–۲۰۱۹ | Strange Angel     | Ernest Donovan | |
| ۲۰۱۸–۲۰۲۰ | Dream Corp, LLC   | Patient 62     | ۲ قسمت |
| ۲۰۲۲      | آناتومی یک رسوایی | جیمز وایت‌هاوس  | |
| ۲۰۲۲      | اوبی وان کنوبی    | بازپرس بزرگ    | |
| ۲۰۲۳      | High Desert       | گورو باب       | |

### صحنه تئاتر
| سال  | عنوان         | نقش    | توضیح |
| ---- | ------------- | ------ | ----- |
| ۲۰۱۰ | سگ کوچک خندید | میچل   | لندن  |
| ۲۰۱۲ | دودکش و خائن  | مارتین | لندن  |